# الاتحاد الشعوب الكاميرون
الاتحاد الشعوب الكاميرون (بالإنجليزية: Union of the Peoples of Cameroon)‏ هو حزب سياسي كاميروني، أسس في 10 أبريل 1947.

## أعضاء بارزون
- كود سباركل
- تحديث القائمة

- فيليكس رولاند موميه
- Ruben Um Nyobé
- Charles Assalé
- Henri Hogbe Nlend
- Osendé Afana
- Ernest Ouandié
- Abel Kingué
- Augustin Frédéric Kodock
- Théodore Mayi-Matip
- Mathias Djoumessi